# Neosybra congoana
Neosybra congoana là một loài bọ cánh cứng trong họ Cerambycidae.